# Ceratonereis pectinifera
Ceratonereis pectinifera är en ringmaskart som först beskrevs av Grube 1878.  Ceratonereis pectinifera ingår i släktet Ceratonereis och familjen Nereididae. Inga underarter finns listade i Catalogue of Life.